# Annie Salomons

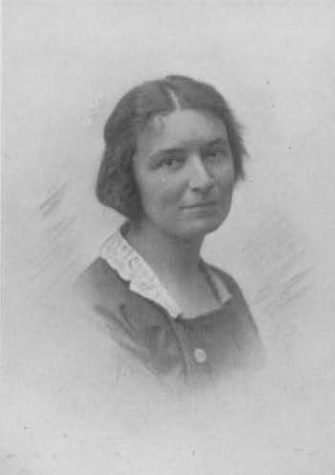
Jaren dertig

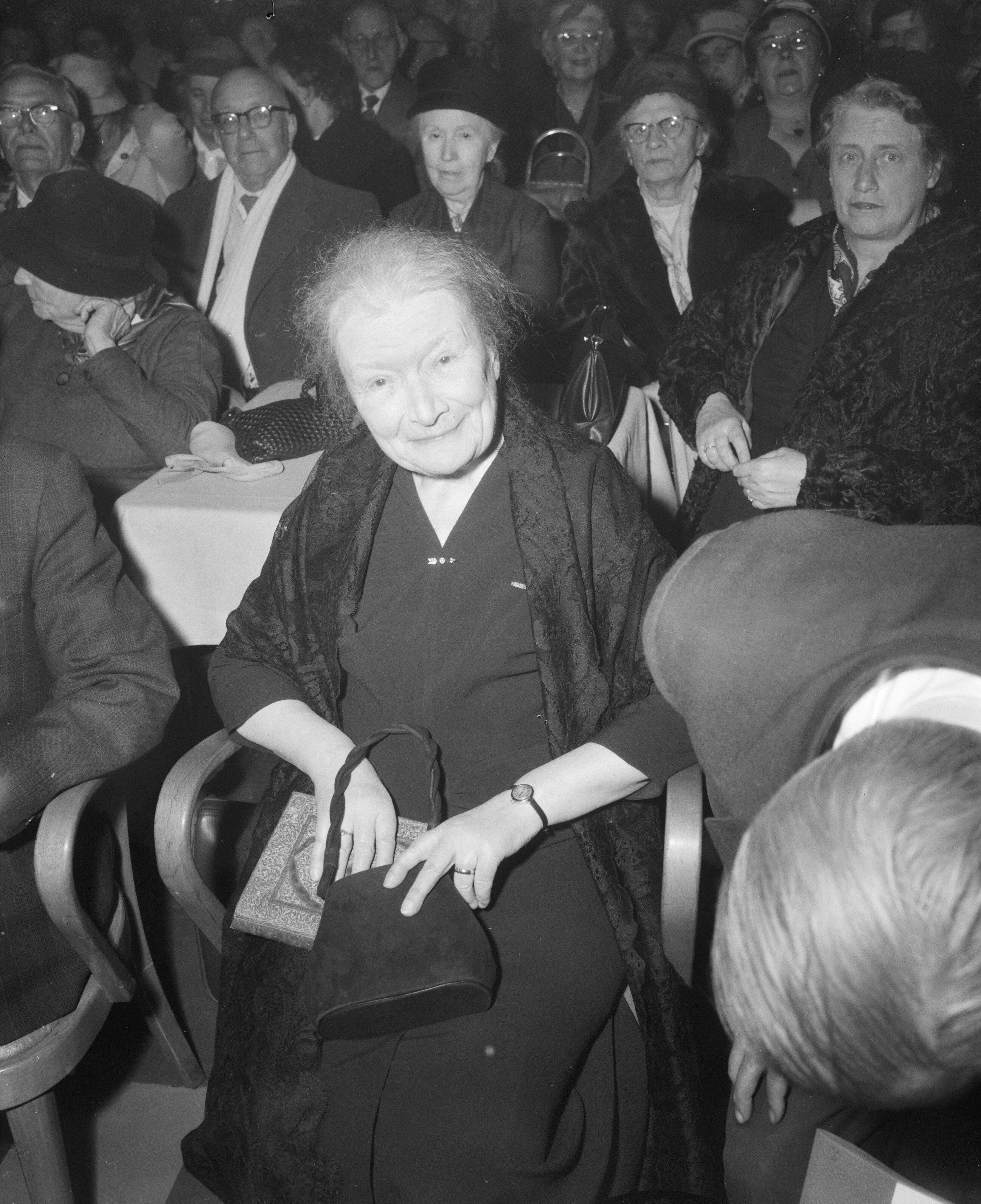
1960

Anna Maria Francisca van (Annie) Salomons (Rotterdam, 26 juni 1885 – 's-Gravenhage, 16 januari 1980) was een Nederlandse schrijfster, dichteres en vertaalster.

## Biografie
Salomons haalde haar HBS-diploma in 1901. Als extraneus aan het Erasmiaans Gymnasium behaalde zij in 1905 het diploma gymnasium-alfa, waarna zij Nederlandse letteren studeerde, eerst in Leiden (1905-1907), later in Utrecht, waar ze ook de colleges kunstgeschiedenis volgde van Willem Vogelsang. Zij beëindigde in 1910 de studie voortijdig. Daarna woonde zij bij haar ouders tot aan haar huwelijk op 27 november 1924 met de jurist Henri (Han) van Wageningen.
De dichter Geerten Gossaert (pseudoniem van Carel Gerretson) was haar eerste serieuze jeugdliefde. Zij was vijftien, hij zestien toen zij elkaar in Rotterdam leerden kennen. Tot zijn dood in 1958 is er een goede vriendschap gebleven. Ongetrouwd blijven ambieerde Salomons niet, maar het moest 'alles of niets' zijn. Henri van Wageningen was enige jaren jonger dan zij en van protestanten huize (Nederlands Hervormd). Na hun kennismaking en voor hun verloving is hij uit overtuiging rooms-katholiek geworden, het geloof van de familie Salomons. Het huwelijk was zeer gelukkig.
Van 1924 tot 1927 verbleven zij in Medan op Sumatra, in Nederlands-Indië. Han van Wageningen kon een goede carrière maken bij de Rechterlijke Macht, maar Salomons verdroeg de hitte slecht. Na drie jaar keerden zij terug naar Nederland om zich in Den Haag te vestigen, waar Van Wageningen tot rechter was benoemd.
Salomons werkte al vroeg mee aan tal van tijdschriften. Op haar achttiende jaar werd zij lid van de Vereniging van Letterkundigen, voor haar het bewijs dat zij door vakmensen serieus genomen werd. Onder invloed van de Tachtigers en aangemoedigd door Johan de Meester sr. was zij aanvankelijk dichteres. Later maakte zij echter vooral naam door haar romans, die handelden over de bewustwording van de vrouw. Salomons heeft veel over de verhouding man-vrouw nagedacht en geschreven. Zij kwam tot de conclusie dat de vrouw wel gelijkwaardig was aan de man, maar niet zijn gelijke: in het huwelijk zag zij de man toch als leider en meerdere. Ook vond zij dat de man beter abstract en intellectueel kon denken.
Salomons heeft het literaire tij mee gehad. Zij heeft de vele groten van de generatie na Tachtig persoonlijk gekend: Lodewijk van Deyssel, Frederik van Eeden, Louis Couperus, J.H. Leopold, P.C. Boutens, Nico van Suchtelen, Carel Gerretson (Geerten Gossaert), Slauerhoff, J.C. Bloem en Adriaan Roland Holst. Van de schrijfsters kende zij vooral Top Naeff, Ina Boudier-Bakker, Carry van Bruggen en Margo Scharten-Antink. Verder de Vlamingen August Van Cauwelaert, Felix Timmermans, Karel van de Woestijne en Herman Teirlinck.
Al deze ontmoetingen maakten indruk op Salomons en velen werden door haar bewonderd. In Herinneringen uit de oude tijd aan schrijvers, die ik persoonlijk heb gekend vertelt zij over deze kleurrijke mensen die haar leven en werken hebben beïnvloed en gevormd.
In 1975 werd Salomons onderscheiden met de Jacobson-prijs van het Tollensfonds voor oudere letterkundigen. Hieraan was een geldbedrag verbonden van 1000 gulden.

## Werken
- 1905 - Verzen (poëzie)
- 1907 - Een meisje-studentje
- 1910 - Verzen, tweede bundel (poëzie)
- 1912 - De vrouw in de Nederlandse letterkunde
- 1913 - Langs het geluk
- 1915 - Herinneringen van een onafhankelijke vrouw (onder pseudoniem Ada Gerlo)
- 1916 - De stille lach (met Nico van Suchtelen)
- 1917 - Nieuwe verzen (poëzie)
- 1919 - Daadlooze droomen (onder pseudoniem Ada Gerlo)
- 1922 - De oude schuld (onder pseudoniem Ada Gerlo)
- 1926 - Over mooie boeken
- 1926 - Liederen van droom en derven (poëzie)
- 1927 - Ballingen. Indische roman
- 1930 - Verhalen uit het verre Oosten
- 1931 - Van vrijen tot schreien
- 1933 - Een meisje en een jongetje
- 1933 - Het huis in de hitte: drie jaar Deli
- 1950 - De ongerepte droom (poëzie, bloemlezing)
- 1957 - Heilige stenen en andere verhalen (bloemlezing)
- 1957 - Toen en nu. Herinneringen uit een lang leven
- 1960 - Herinneringen uit de oude tijd aan schrijvers die ik persoonlijk heb gekend
- 1960 - Herinneringen uit de oude tijd, II
- 1962 - Nog meer herinneringen uit de oude tijd

Vertaling
- 1929 - Van het westelijk front geen nieuws (Im Westen nichts Neues van Erich Maria Remarque)